# Lagunitas-Forest Knolls (Kalifornija)
Lagunitas-Forest Knolls je naseljeno područje za statističke svrhe u američkoj saveznoj državi Kalifornija. Prema popisu stanovništva iz 2010. u njemu je živjelo 1.819 stanovnika.